# Harry Shum Jr
Pour les articles homonymes, voir Shum.
Harry Shum Jr. (chinois: 岑勇康), né le 28 avril 1982 à Puerto Limón au Costa Rica, est un danseur, chorégraphe et acteur américano-costaricien d'origine chinoise.
Il est connu pour ses rôles dans des films de danse comme Steppin', Sexy Dance 2 et Sexy Dance 3D. De 2009 à 2015, il a fait partie de la distribution de la série télévisée musicale Glee dans le rôle de Mike Chang. Il a également joué le rôle d'Elliot Hoo dans la Légion des Danseurs Extraordinaires. En mai 2015, il obtient l'un des rôles principaux dans la série télévisée Shadowhunters dans laquelle il incarne Magnus Bane.

## Biographie

### Enfance
Harry Shum Jr naît à Puerto Limón, Costa Rica, le 28 avril 1982. Sa mère est originaire de Hong Kong et son père est de Guangzhou, en Chine. Les deux déménagent au Costa Rica, où Harry Shum Jr et ses deux sœurs aînées, Cristina et Susana, y naissent. Lorsqu'il a six ans, la famille déménage à San Francisco, en Californie. Il déclaré : « Je sens que j'ai le meilleur des métissages. Je parle chinois et espagnol. Espagnol est en fait ma première langue avant que je n'apprenne le chinois et l'anglais ». Dans une entrevue, il dit que ses premières motivations pour la danse sont Ginuwine, Dru Hill et Usher, avant de d'être influencé par les danseurs emblématiques comme Gene Kelly et Michael Jackson.
Il est diplômé de l'École secondaire Arroyo Grande en 2000. Il commence à danser avec son école de danse et poursuit sa carrière à San Francisco dans plusieurs studios différents. Il intègre différents styles dans sa danse, y compris le popping, tutting, waving, locking, breaking et aussi contemporains. Il est accepté à la San Francisco State University, mais n'y reste que trois mois avant de décider de poursuivre une carrière dans la danse et le divertissement.

### Vie privée
Depuis 2007, il est en couple avec la danseuse et actrice Shelby Rabara (en), rencontré dans la série télévisée Glee. Le couple se fiance en octobre 2013 lors d'un séjour à Hawaï. Ils se marient le 21 novembre 2015 au Costa Rica, entourés de leurs familles et de leurs amis.
Le 11 novembre 2018, ils annoncent qu'ils attendent leur premier enfant. Le 28 mars 2019 ils annoncent la naissance de leur petite fille nommée Xia.

## Carrière
Harry Shum lance sa carrière comme le seul danseur masculin au ComicView (en) en 2002 et continue sa carrière de danseur à partir de là. Il est également l'un des danseurs vedettes des stars comme Beyoncé, Mariah Carey, Jennifer Lopez et Jessica Simpson. Il est une des silhouettes apparaissant dans les publicités iPod pour Apple.
Entre 2009 et 2015, il incarne Mike Chang, un danseur qui rejoint le Glee Club dans la série musicale Glee créée par Ian Brennan, Brad Falchuk et Ryan Murphy aux côtés de Lea Michele, Cory Monteith, Matthew Morrison, Chris Colfer, Dianna Agron, Naya Rivera et Jane Lynch. Connu pendant un moment comme «l'Asiatique», avec très peu de texte au cours la première saison en 2009-2010, son personnage prend plus d'ampleur dans la deuxième saison, avec sa relation avec sa camarade membre du Glee Club, Tina Cohen-Chang (Jenna Ushkowitz), et ses représentations de Make 'Em Laugh dans Chantons sous la pluie, Sing de A chorus Line dans Duels de duos, Valerie dans Désaccord Majeur, et en solo le spectacle de danse dans La nuit des bourreaux. Il est promu de vedette invitée à personnage régulier pour la troisième saison, qui est sa dernière année au lycée. Il obtient une histoire majeure dans le troisième épisode de cette même saison, Fausses notes, et se produit sur Cool de West Side Story, la seule chanson entièrement interprétée par Mike. Il reviendra en tant que vedette invitée dans la cinquième saison.
Harry Shum Jr collabore avec Wong Fu Productions sur des courts métrages tels que Best Date Ever, Buffet, 3 Steps to Self Esteem, The Last ou encore Single by 30.
En 2010, il apparaît dans Sexy Dance 3D de Jon Chu, dans le rôle de Cable aux côtés de Rick Malambri, Sharni Vinson et Adam G. Sevani. La même année, il est également danseur et chorégraphe pour la Légion des Danseurs Extraordinaires.
En 2011, il apparaît dans un court-métrage d'action réalisé par Ross Ross Ching et les produits par Don Le et George Wang. Dans le rôle principal de The Hunter, Harry Shum Jr accompagné de Stephen « tWitch » Boss (demi-finaliste de l'émission So You Think You Can Dance ? sur la chaine Fox) dans le rôle de Steve, et Katrina Law (Spartacus: Blood and Sand, La Résistance). Le projet est officialisé le 10 janvier 2011, et est censé faire partie d'une trilogie de courts métrages. 3 Minutes reçoit une couverture nationale grâce au site de Star Wars, Wired.com, et Gizmodo, ainsi que le New York Post, Seventeen, Audrey et Hyphen (en). Il remporte également le prix Vimeo de sélection du jour, dès le premier jour, avec plus de 60 000 vues sur le site dans les vingt-quatre premières heures. Depuis fin 2010, le court-métrage a été regardé par plus de 350 000 personnes sur YouTube et Vimeo.
Shum fait partie de la distribution du film White Frog. Il y incarne Chaz Young, un jeune homme renversé par une voiture et dont le frère (incarné par Booboo Stewart) atteint du syndrome d'Asperger peine à se remettre de la mort de son grand frère. Le film fait ses débuts au Festival International du film Asio-Américain de San Francisco le 8 mars 2012.
En 2014, Harry Shum Jr obtient un des rôles principaux dans le film policier Revenge of the Green Dragons avec Martin Scorsese en tant que producteur exécutif.
En 2016, il apparait dans la série fantastique Shadowhunters basée sur la série de romans La Cité des ténèbres de Cassandra Clare. Il y incarne Magnus Bane, un sorcier âgé d'environ 400 ans d'après de nombreuses sources mais a réellement 700 ans. C'est par sa relation amoureuse avec Alec Lightwood - interprété par l'acteur Matthew Daddario - qu'il acquiert une grande notoriété. Le couple « Malec », comme il est nommé par les fans, est ainsi le principal atout du show.
La série est diffusée sur la chaîne américaine Freeform (anciennement ABC Family) depuis le 12 janvier 2016 et depuis le 13 janvier 2016 sur Netflix. La même année, Harry Shum Jr incarne Wei Fang dans Tigre et Dragon 2, suite du film Tigre et Dragon.

## Filmographie

### Cinéma
- 2004 : Street Dancers : Danseur
- 2007 : Steppin' : Danseur
- 2008 : Sexy Dance 2 : Cable
- 2008 : Center Stage : danseur
- 2008 : American Voice : Dancing Taco
- 2010 : Sexy Dance 3D : Cable
- 2011 : La Guerre des pères : Harry
- 2011 : Glee, le concert 3D : Mike Chang
- 2012 : White Frog : Chaz Young
- 2014 : Crise de mères : Joey
- 2014 : La Revanche des dragons verts d'Andrew Lau et Andrew Loo : Paul Wong
- 2014 : Fire City : Frank
- 2016 : Tigre et Dragon 2 (Crouching Tiger, Hidden Dragon: Sword of Destiny) de Yuen Woo-ping : Wei Fang
- 2018 : Crazy Rich Asians de Jon Chu : Charlie Wu
- 2019 : Évasion 3 : The Extractors (Escape Plan: The Extractors) de John Herzfeld :  Bao
- 2020 : All My Life de Marc Meyers (en) : Solomon Chau
- 2021 : Love Hard : Owen Lin
- 2022 : Everything Everywhere All at Once de Dan Kwan et Daniel Scheinert : Chad

### Télévision
- 2003 : Boston Public : Fletcher (épisode Chapter Sixty)
- 2005 : Committed (en) de Lisa Krueger : un livreur chinois (épisode The Apartment Episode)
- 2007 : Viva Laughlin : danseur (épisode Pilot)
- 2007 : Greek: Membre de la fraternité Omega Chi (épisodes No Campus For Old Rules, Three's A Crowd, Hell's Week)
- 2008 : Zoey 101 : Roy (épisode Trading Places
- 2008 : iCarly  : Yuki (épisode Carly va au Japon)
- 2008 : Zoé : Roy (épisode Trading Places)
- 2008 : Rita Rocks : Zack (épisode Flirting with Disaster)
- 2009-2015 : Glee : Mike Chang
- 2010-2011 : La Ligue Des Danseurs Extraordinaires : Elliot Hoo
- 2010 : The Fran Drescher Show : Lui-même (épisode 1.09)
- 2011 : Top 100 Numbers Ones : Lui-même
- 2011 : The Glee Project : Lui-même (épisode Dance Ability)
- 2016-2019 : Shadowhunters : Magnus Bane (rôle principal, 53 épisodes)
- 2019-2020 : Tell Me a Story : Brendan Park
- 2022 : Grey's Anatomy : Dr. Benson Kwan

### Web
- 2011 : 3 Minutes : Chasseur no 1
- 2011 : Best Date Ever : Stewart
- 2011 : Buffet : Lucas
- 2011 : 3 Steps To Self Esteem : Lui-même
- 2012 : Already Gone : Scott Lee
- 2012 : The Last
- 2013 : Mortal Kombat: Legacy : Kaui Liang
- 2014 : Caper : Luke Washington
- 2015 : Single by 30

### Clips vidéos
- 2000 : Didn't Mean To Make U Cry de Back II Back
- 2001 : Willa Ford - Gimme Gimme Gimme
- 2002 : S Club 7 - Alive : Danseur
- 2002 : 702 - Star
- 2003 : Paul Oakenfol Ft Elvis - Rubberneckin remix : Danseur
- 2003 : Blaque - I'm Good : Danseur
- 2003 : Nodesha - Crazy : Danseur
- 2004 : Destiny's Child - Lose My Breath : Danseur
- 2005 : Mariah Carey - It's Like That : Danseur
- 2008 : Marques Houston - That Girl
- 2012 : Clara Chung - Fish

## Voix françaises
- Adrien Larmande dans :
  - Shadowhunters (série télévisée)
  - All My Life
  - Love Hard
- Yann Le Madic dans :
  - Glee (série télévisée)
  - Glee, le concert 3D
- Anatole de Bodinat dans :
  - Tigre et Dragon 2
  - Tell Me a Story (série télévisée)

et aussi
- Gauthier Battoue dans Évasion 3 : The Extractors
- Damien Le Délézir dans Everything Everywhere All at Once
- Julien Rampon-Lamard dans Grey's Anatomy (série télévisée)

## Distinctions
| Année | Prix                                 | Catégorie                                | Nomination    | Résultat   |
| ----- | ------------------------------------ | ---------------------------------------- | ------------- | ---------- |
| 2017  | 19e cérémonie des Teen Choice Awards | Meilleur acteur dans une série de l'été  | Shadowhunters | Nomination |
| 2017  | 19e cérémonie des Teen Choice Awards | Meilleure alchimie avec Matthew Daddario | Shadowhunters | Nomination |
| 2018  | People's Choice Award                | Acteur de l’année dans une série         | Shadowhunters | Lauréat    |